# Rovinka
Rovinka és un poble i municipi d'Eslovàquia que es troba a la regió de Bratislava, a l'extrem occidental del país, prop de la frontera amb Àustria.

## Història
La primera menció escrita de la vila es remunta al 1274.

## Demografia
| Godina             | 1994 | 2004   | 2014     | 2024     |
| ------------------ | ---- | ------ | -------- | -------- |
| Nombre de persones | 1216 | 1368   | 3021     | 6322     |
| Diferència         |      | +12,5% | +120,83% | +109,26% |

| Godina             | 2023 | 2024   |
| ------------------ | ---- | ------ |
| Nombre de persones | 6099 | 6322   |
| Diferència         |      | +3,65% |